# Муртазин, Денис Мянсурович
Денис Мянсурович Муртазин (26 августа 1986, с. Пензятка, Лямбирский район, Мордовская АССР, РСФСР, СССР) — российский борец греко-римского стиля и борец на поясах. Трёхкратный чемпион мира по борьбе на поясах, двукратный обладатель Кубка мира. Заслуженный мастер спорта России по борьбе на поясах.

## Карьера
Во время учёбы в Пензятской школе, когда ему было 10 лет, его учитель Раис Авязов направил его на борьбу в ДЮСШ, где его тренировал Юнир Ариков. Он получил травму спины и врачи рекомендовали если не расстаться со спортом, то сменить на другой вид, после чего он стал заниматься борьбой на поясах. В ноябре 2013 года в башкирском Салавате стал трёхкратным чемпионом мира по борьбе на поясах. В 2014 году вренулся в греко-римскую борьбу. В марте 2015 года в финале чемпионата России уступил Юрию Денисову. В ноябре 2015 года в Москве в составе сборной России стал обладателем Кубка Европейских наций. В мае 2016 года в иранском Ширазе завоевал серебряную медаль Кубка мира в команде. В декабре 2020 года назначен старшим тренером сборной Мордовии по греко-римской борьбе.

## Спортивные результаты
- Чемпионат России по греко-римской борьбе 2015 — ;
- Кубок Европейских наций 2015 (команда) — ;
- Гран-при Ивана Поддубного 2016 — ;
- Кубок мира по борьбе 2016 (команда) — ;